# ランディ・ウィリアムズ (野球)
ランドール・デュアン・ウィリアムス（Randall Duane "Randy" Williams , 1975年9月18日 - ）は、アメリカ合衆国テキサス州ハーリンジェン出身のプロ野球選手（投手）。

## 経歴
1997年のMLBドラフトで、シカゴ・カブスから12巡目指名を受け入団。
2002年は独立リーグであるセントラル・ベースボール・リーグのエディンバーグ・ロードランナーズでプレー。
2003年にシアトル・マリナーズと契約すると、翌2004年9月11日にメジャーデビューを果たす。
2005年はサンディエゴ・パドレスに移籍したが、シーズン途中にコロラド・ロッキーズに移籍。2006年は、メジャー登板は無かった。
2007年はテキサス・レンジャーズ、2008年はフロリダ・マーリンズに所属したが、メジャー昇格には至らなかった。
2009年、シカゴ・ホワイトソックスに移籍すると、4年振りにメジャー登板を果たす。
2011年はボストン・レッドソックスでプレーした。オフの10月に開催されたグアダラハラパンアメリカン競技大会の野球アメリカ合衆国代表に選出された。同年12月14日に埼玉西武ライオンズが獲得を発表した。
2012年は開幕を二軍で迎えたが、5月に一軍に昇格。しかし制球が定まらず、5月27日の阪神戦では9回に関本賢太郎にサヨナラとなる押し出し死球を与え、二軍降格。その後一軍に復帰し、中継ぎとして活躍した。シーズン後半はセットアッパーとして固定され、最終成績は55試合登板で防御率1.70、被本塁打0とチームの優勝争いに貢献した。
2013年は前年同様にセットアッパーとして活躍したが、12月2日に自由契約公示された。同月20日に再契約を結んだ。
2014年12月2日に自由契約公示された。

## 選手としての特徴
- スリークォーターから最速154km/h[5]のストレートを投げ込む速球派。変化球の主な持ち球は、スライダー、ツーシーム、チェンジアップなどである。
- コントロールはないが直球の威力には定評があり、大塚光二は「球がストライクゾーンに入れば手が付けられない」と語っている。

## 人物
- 上述の通りシーズン後半は好リリーフでチームを救う投球を何度も見せ、ヒーローインタビューを受けそうな機会が何度かあったものの、2012年は1回もお立ち台に上がらなかった。あまり喋っている姿がメディアに映らない寡黙な選手であるため、『インタビューを断っているのか?』という説がファンの通説である。その後、2013年7月10日に初めてヒーローインタビューに立った。

2014年1月27日、日本に向かう飛行機で当時千葉ロッテマリーンズ外野手のチャッド・ハフマンと偶然座席が隣同士となった。

## 詳細情報

### 年度別投手成績
| 年 度    | 球 団    | 登 板 | 先 発 | 完 投 | 完 封 | 無 四 球 | 勝 利 | 敗 戦 | セ 丨 ブ | ホ 丨 ル ド | 勝 率 | 打 者 | 投 球 回 | 被 安 打 | 被 本 塁 打 | 与 四 球 | 敬 遠 | 与 死 球 | 奪 三 振 | 暴 投 | ボ 丨 ク | 失 点 | 自 責 点 | 防 御 率 | W H I P |
| -------- | -------- | ----- | ----- | ----- | ----- | -------- | ----- | ----- | -------- | ----------- | ----- | ----- | -------- | -------- | ----------- | -------- | ----- | -------- | -------- | ----- | -------- | ----- | -------- | -------- | ------- |
| 2004     | SEA      | 6     | 0     | 0     | 0     | 0        | 0     | 0     | 0        | 1           | ----  | 22    | 4.2      | 3        | 0           | 6        | 0     | 0        | 4        | 0     | 0        | 3     | 3        | 5.79     | 1.93    |
| 2005     | SD       | 2     | 0     | 0     | 0     | 0        | 1     | 0     | 0        | 0           | 1.000 | 25    | 4.1      | 7        | 1           | 4        | 0     | 1        | 2        | 0     | 0        | 6     | 6        | 12.46    | 2.54    |
| 2005     | COL      | 30    | 0     | 0     | 0     | 0        | 2     | 1     | 0        | 4           | .667  | 100   | 22.0     | 26       | 4           | 9        | 3     | 0        | 19       | 0     | 0        | 15    | 14       | 5.73     | 1.59    |
| '05計    | COL      | 32    | 0     | 0     | 0     | 0        | 3     | 1     | 0        | 4           | .750  | 125   | 26.1     | 33       | 5           | 13       | 3     | 1        | 21       | 0     | 0        | 21    | 20       | 6.84     | 1.75    |
| 2009     | CWS      | 25    | 0     | 0     | 0     | 0        | 0     | 1     | 0        | 3           | .000  | 80    | 17.2     | 13       | 2           | 12       | 4     | 3        | 22       | 0     | 0        | 9     | 9        | 4.58     | 1.42    |
| 2010     | CWS      | 27    | 0     | 0     | 0     | 0        | 0     | 1     | 0        | 1           | .000  | 132   | 25.0     | 37       | 2           | 21       | 6     | 3        | 22       | 0     | 0        | 17    | 15       | 5.40     | 2.32    |
| 2011     | BOS      | 7     | 0     | 0     | 0     | 0        | 0     | 1     | 0        | 1           | .000  | 40    | 8.1      | 10       | 0           | 5        | 0     | 0        | 6        | 1     | 0        | 6     | 6        | 6.48     | 1.80    |
| 2012     | 西武     | 55    | 0     | 0     | 0     | 0        | 4     | 3     | 4        | 25          | .571  | 185   | 42.1     | 30       | 0           | 23       | 2     | 7        | 41       | 2     | 2        | 11    | 8        | 1.70     | 1.25    |
| 2013     | 西武     | 47    | 0     | 0     | 0     | 0        | 1     | 2     | 3        | 21          | .333  | 158   | 38.0     | 20       | 1           | 23       | 3     | 3        | 45       | 0     | 0        | 11    | 8        | 1.89     | 1.13    |
| 2014     | 西武     | 60    | 0     | 0     | 0     | 0        | 6     | 4     | 0        | 20          | .600  | 230   | 51.2     | 54       | 1           | 25       | 3     | 4        | 59       | 3     | 0        | 18    | 17       | 2.96     | 1.53    |
| MLB：5年 | MLB：5年 | 97    | 0     | 0     | 0     | 0        | 3     | 4     | 0        | 10          | .429  | 399   | 82.0     | 96       | 9           | 57       | 13    | 7        | 75       | 1     | 0        | 56    | 53       | 5.82     | 1.87    |
| NPB：3年 | NPB：3年 | 162   | 0     | 0     | 0     | 0        | 11    | 9     | 7        | 66          | .550  | 573   | 132.0    | 104      | 2           | 71       | 8     | 14       | 145      | 5     | 2        | 40    | 33       | 2.25     | 1.33    |

- 2014年度シーズン終了時
- 各年度の太字はリーグ最高

### 記録
NPB
- 初登板：2012年5月4日、対千葉ロッテマリーンズ5回戦（西武ドーム）、8回表に3番手で救援登板、1回1失点で敗戦投手
- 初奪三振：2012年5月12日、対北海道日本ハムファイターズ7回戦（函館オーシャンスタジアム）、8回裏に岩舘学から空振り三振
- 初ホールド：2012年5月13日、対北海道日本ハムファイターズ8回戦（函館オーシャンスタジアム）、8回表に4番手で救援登板、1回を無失点
- 初勝利：2012年5月16日、対横浜DeNAベイスターズ1回戦（横浜スタジアム）、7回裏に3番手で救援登板、1回2/3を無失点
- 初セーブ：2012年6月2日、対横浜DeNAベイスターズ3回戦（西武ドーム）、9回表に5番手で救援登板・完了、1回を無失点

### 背番号
- 41 （2004年）
- 57 （2005年）
- 54 （2005年、2012年 - 2014年）
- 67 （2009年 - 2010年）
- 49 （2010年）
- 43 （2011年）

### 代表歴
- 2011年パンアメリカン競技大会野球アメリカ合衆国代表